# Aubrey Peeples
Aubrey Shea Peeples, född 27 november 1993 i Lake Mary i Florida, är en amerikansk skådespelare och sångare, som sedan november 2021 identifierar sig som queer och ickebinär. Hen är mest känd för rollen som Layla Grant i ABC:s dramaserie Nashville. Hen har också spelat huvudrollen i musikalfilmsversionen (2015) av den animerade 1980-talsserien Jem and the Holograms. 
Aubrey Peeples uppgav att hen led av en bipolär sjukdom, vilket hen gjorde i en tidningsintervju år 2019.

## Filmografi (i urval)

### Filmer
- 2014 – Tokarev
- 2015 – Jem and the Holograms
- 2017 – Heartthrob

### TV-serier
- 2010 – Drop Dead Diva (TV-serie)
- 2011 – Charlie's Angels (TV-serie)
- 2011 – Burn Notice (TV-serie)
- 2011–2012 – Necessary Roughness (TV-serie)
- 2012 – Austin och Ally (TV-serie)
- 2013 – Grey's Anatomy (TV-serie)
- 2013 – Sharknado (TV-film)
- 2013–2016 – Nashville (TV-serie)
- 2013 – The Eric Andre Show (TV-serie)
- 2014 – Star-Crossed (TV-serie)
- 2016 – Recovery Road (TV-serie)